# Bronzes do Pireu
Os Bronzes do Pireu constituem um conjunto de estátuas da Grécia Antiga e outros artefatos descobertos no antigo porto de Atenas, o Pireu, e que hoje estão conservadas no Museu Arqueológico do Pireu.
O conjunto compreende quatro estátuas em bronze em tamanho acima do natural, representando Apolo, Atena e duas Ártemis, dois escudos e uma máscara teatral de bronze, duas hermas de mármore e uma estatueta em mármore de Ártemis. Embora as peças tenham sido encontradas juntas, apresentam diferenças no estilo sugerindo épocas distintas de criação, não parecem constituir um grupo unificado, e em geral são estudadas separadamente. Foram descobertas em 1959 por operários durante obras na canalização de esgoto de uma rua de Pireu. O valor da descoberta foi percebido de imediato, e a escavação foi assumida pelo diretor dos serviços arqueológicos da Grécia, Ioannis Papadimitriou. A escavação revelou que as peças se encontravam em um armazém que incendiou, provavelmente no ano 86, durante o saque que o general romano Sula infligiu a Atenas. Aparentemente estavam sendo embaladas para transporte quando o fogo destruiu o armazém. A descoberta foi especialmente importante em vista do reduzido número de estátuas em bronze originais da antiga Grécia que sobrevivem, e se tornam ainda mais notáveis pelo seu excelente estado de conservação geral. Contudo, Papadimitriou faleceu em 1963 sem publicar o achado, e suas notas foram perdidas, o que complica o estudo das obras. Embora todas as peças tenham valor, os grandes bronzes naturalmente monopolizaram a atenção dos estudiosos por sua importância superlativa, especialmente o Apolo e a Atena.
O Apolo mede 1,91m de altura, está nu e tem a forma geral de um kouros do período arcaico. Quando foi descoberto portava uma pátera na mão esquerda, perdida mais tarde. Várias de suas características se distanciam do modelo usual do kouros arcaico, como a cabeça inclinada, o cabelo curto e pouco detalhado, os braços erguidos, os olhos fundidos junto com a cabeça, o modelado das pernas, o refinado acabamento de superfície e a postura com a perna direita avançando. Segundo Carol Mattusch seus traços incomuns podem indicar que pertence à fase de transição entre os períodos arcaico e severo, mas, de acordo com Olga Palagia, não só o Apolo, mas todas as estátuas, apresentam detalhes incongruentes com o que se conhece sobre as convenções de cada período, o que pode indicar com mais segurança que sejam todas derivações ou cópias helenísticas de originais mais antigos. Complica a situação o fato de o bronze ser de datação difícil.
A Atena é monumental, com 2,35 m de altura. Usa um peplo com uma égide ao peito, um elmo coríntio ornamentado com grifos e corujas, e tem a mão direita estendida para a frente, que devia segurar algum objeto, talvez uma pátera ou uma coruja, símbolo de sua sabedoria e comum em suas representações. Também devia, originalmente, segurar uma lança com a mão esquerda, tenho um escudo ao lado, pousado no chão. Sua face é benevolente, preservando os olhos originais de pedra e os dentes de marfim. Foi datada do século IV a.C. e atribuída, com base no estilo, a Eufranor, mas a partir do estilo de sua sandália supõe-se que pode ser uma cópia helenística. A Atena Mattei, que ora está no Museu do Louvre, foi identificada como sendo uma variação desta Atena.
A primeira estátua de Ártemis mede 1,94 m, usa um peplos e tem uma aljava de flechas pendente sobre suas costas. Provavelmente segurava um arco e uma flecha em sua mão esquerda e uma pátera na mão direita. Seus olhos, dentes e lábios, em materiais diferentes, foram preservados. Teve sua autoria atribuída a Eufranor, datada entre c. 340-330 a.C. De todas as obras é a que possui um estilo mais coerente, bastante típico do baixo classicismo, mas com os conhecimentos atuais é impossível decidir se se trata de um original ou uma cópia. No entanto, segundo Palagia, até onde se sabe, o ligeiro encurtamento de suas proporções, indicando que foi concebida para ser instalada em uma posição elevada e ser vista de baixo para cima, só é encontrado em originais, e nunca em cópias.
A segunda Ártemis mede apenas 1,55 m e, ao contrário das outras, está em mau estado de conservação. Imita em linhas gerais a forma da maior, salvo na posição dos pés, que estão em um uma postura espelhada em relação à outra, e no pequeno manto que recobre o peplos. Os olhos são acréscimos em pedra e a faixa que ata a aljava é incrustada de prata. Mattusch sugeriu uma origem helenística, mas Palagia a datou no baixo classicismo.
A estatueta de Ártemis em mármore provavelmente é helenística, e trai origem ou inspiração oriental, assemelhando-se às representações da deusa anatólica Kindyas, assimilada a Ártemis pelo sincretismo grego, ou às de Ártemis Eleutéria, adorada em Mira, na Lícia. A imagem usa um véu que lhe cai pelas costas e veste um peplos coberto por uma espécie de manto ou avental amarrado pela frente por tiras em X, e que lhe enfaixa os braços cruzados, que deve ser um traje ritual, sendo a única em seu tipo em todo o mundo.
Os outros itens do conjunto são menos expressivos e mereceram escassa atenção crítica. A máscara teatral se destaca pela sua densa barba e cabeleira, e tem a característica e caricata expressividade das máscaras trágicas da época, com grandes olhos, boca escancarada e cenho franzido. Data do fim do século IV ou talvez seja produção helenística. As duas hermas em mármore têm cabeças de Hermes barbado em seu topo, medindo ambas 1,41 m, e mostram afinidade com o estilo austero de Alcâmenes, do alto classicismo, mas provavelmente sejam recriações historicistas do século I. Os fragmentos de escudo encontrados no mesmo local, elaborados na técnica do bronze repuxado, foram reconstruídos como dois escudos distintos, um decorado com uma cena com carruagem, e o outro liso, mas embora relatos sobre a escavação afirmem que havia dois escudos, os fragmentos podem ter sido partes de uma mesma peça.

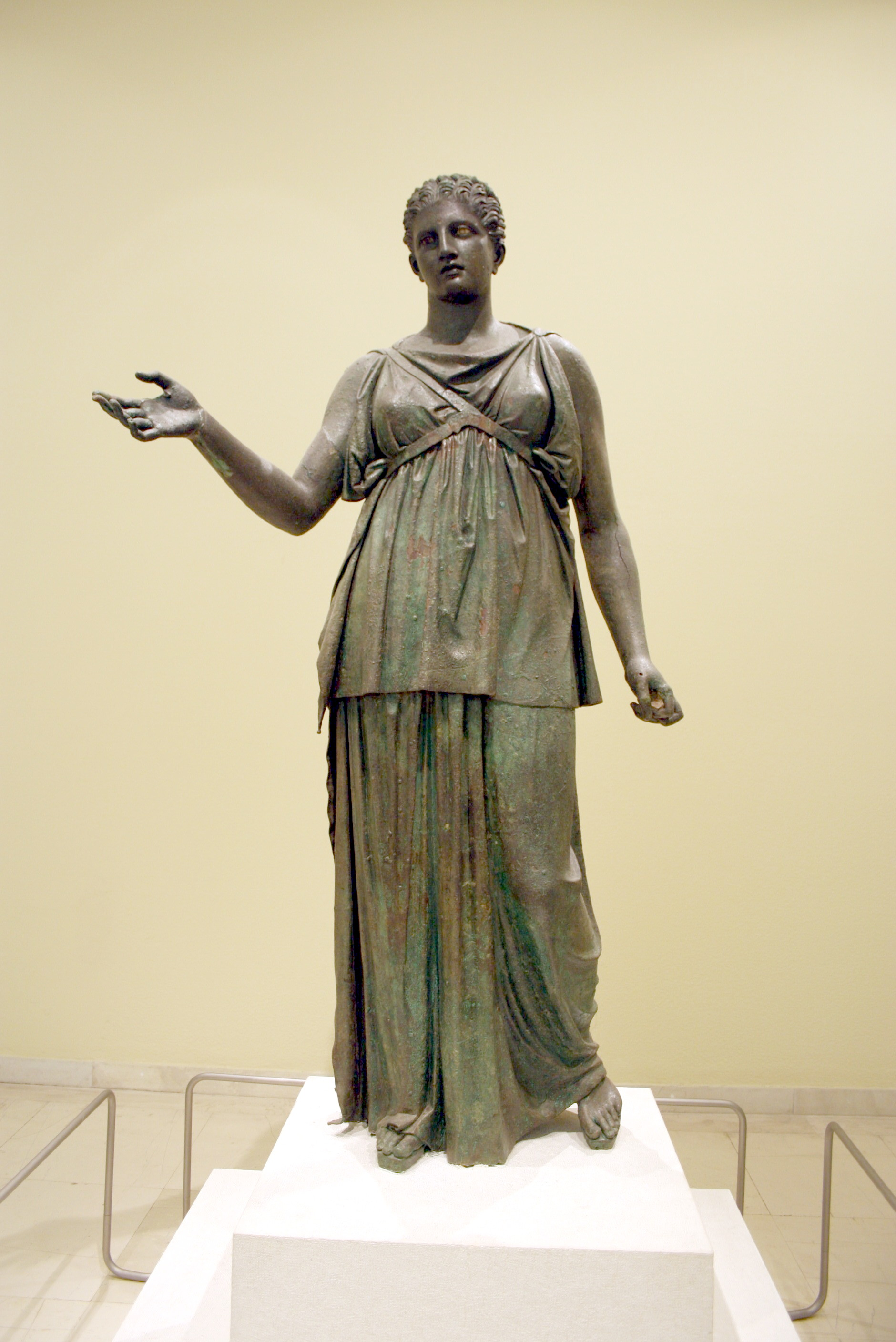
Primeira Ártemis
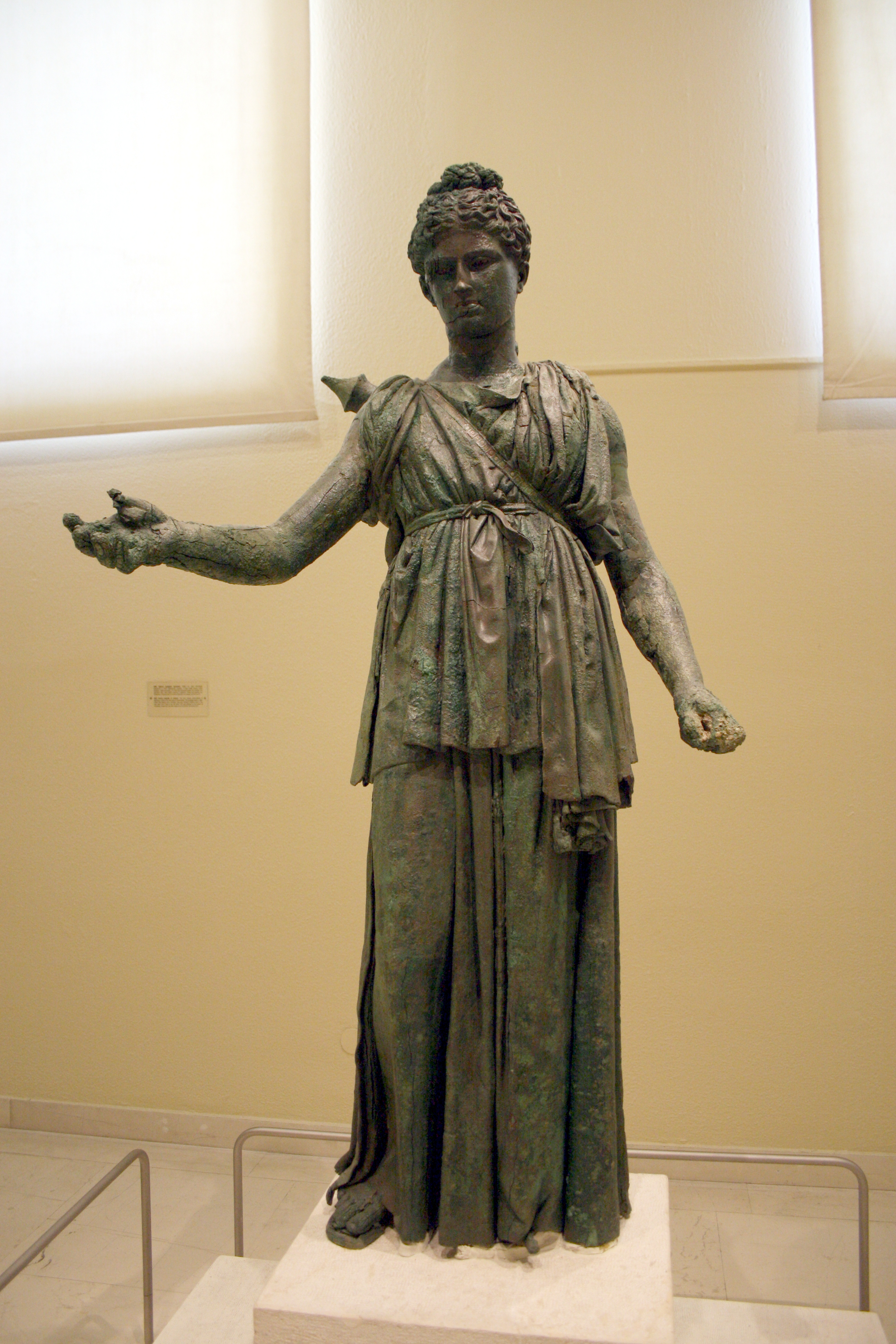
Segunda Ártemis
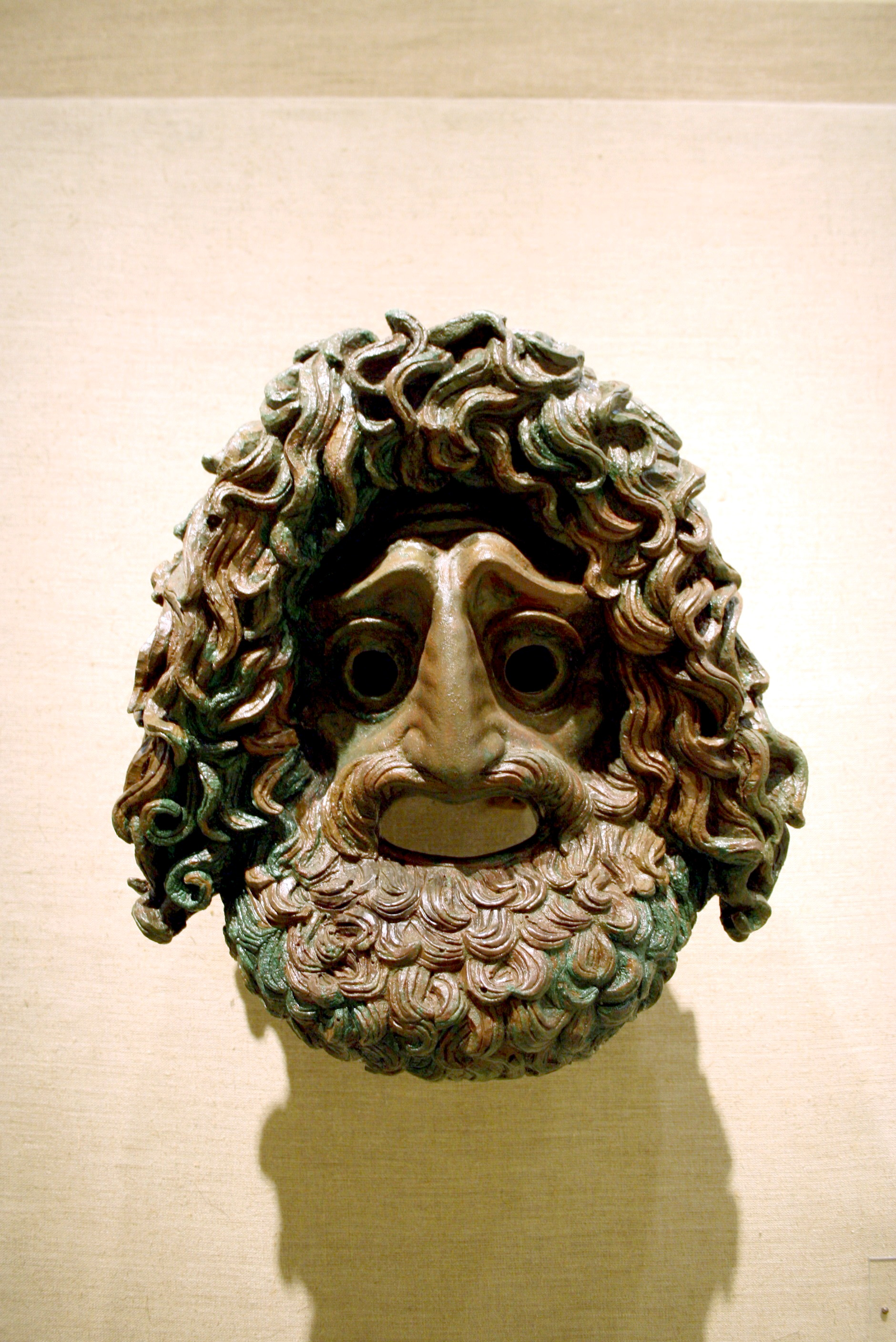
Máscara teatral
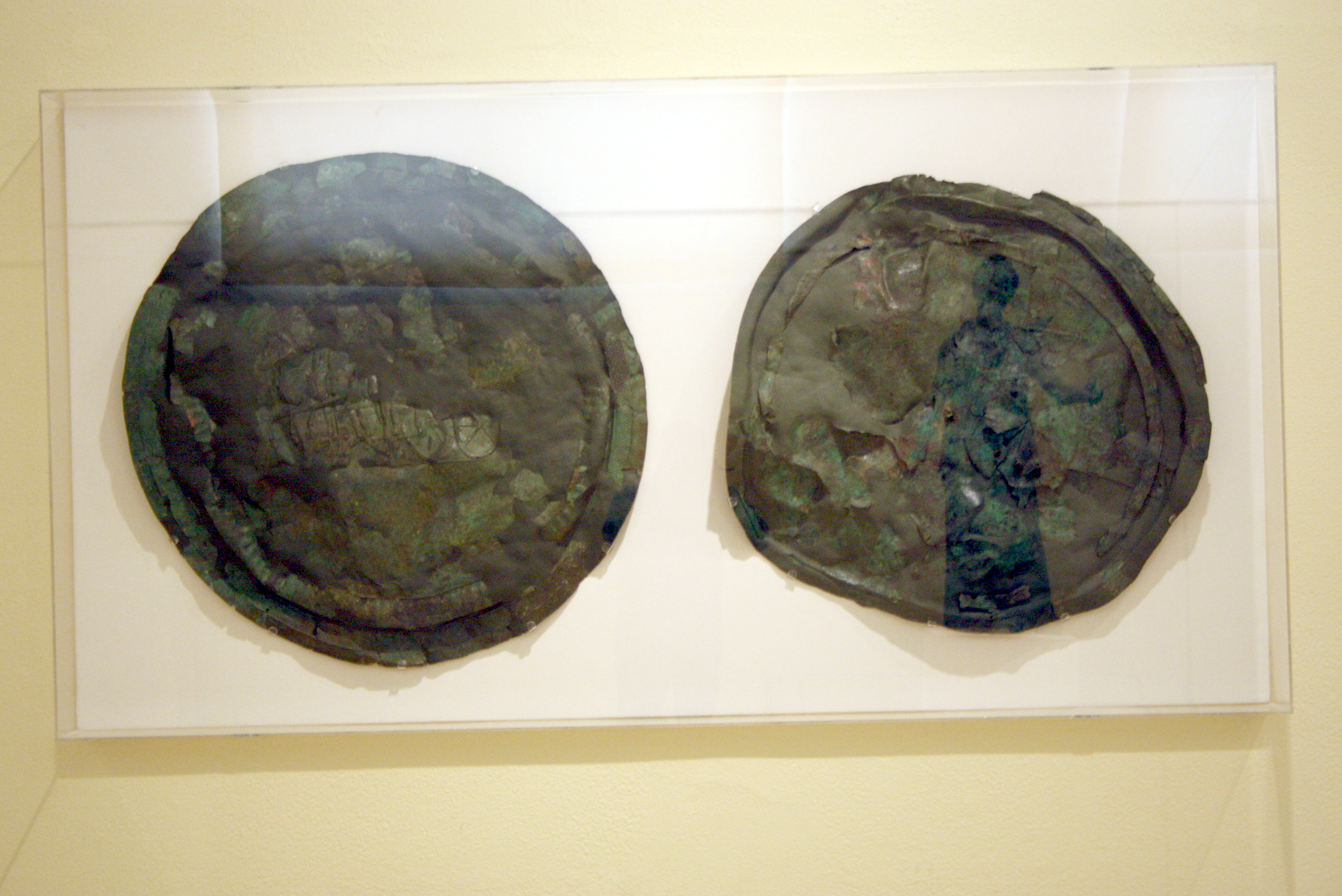
Escudos